# Vagad

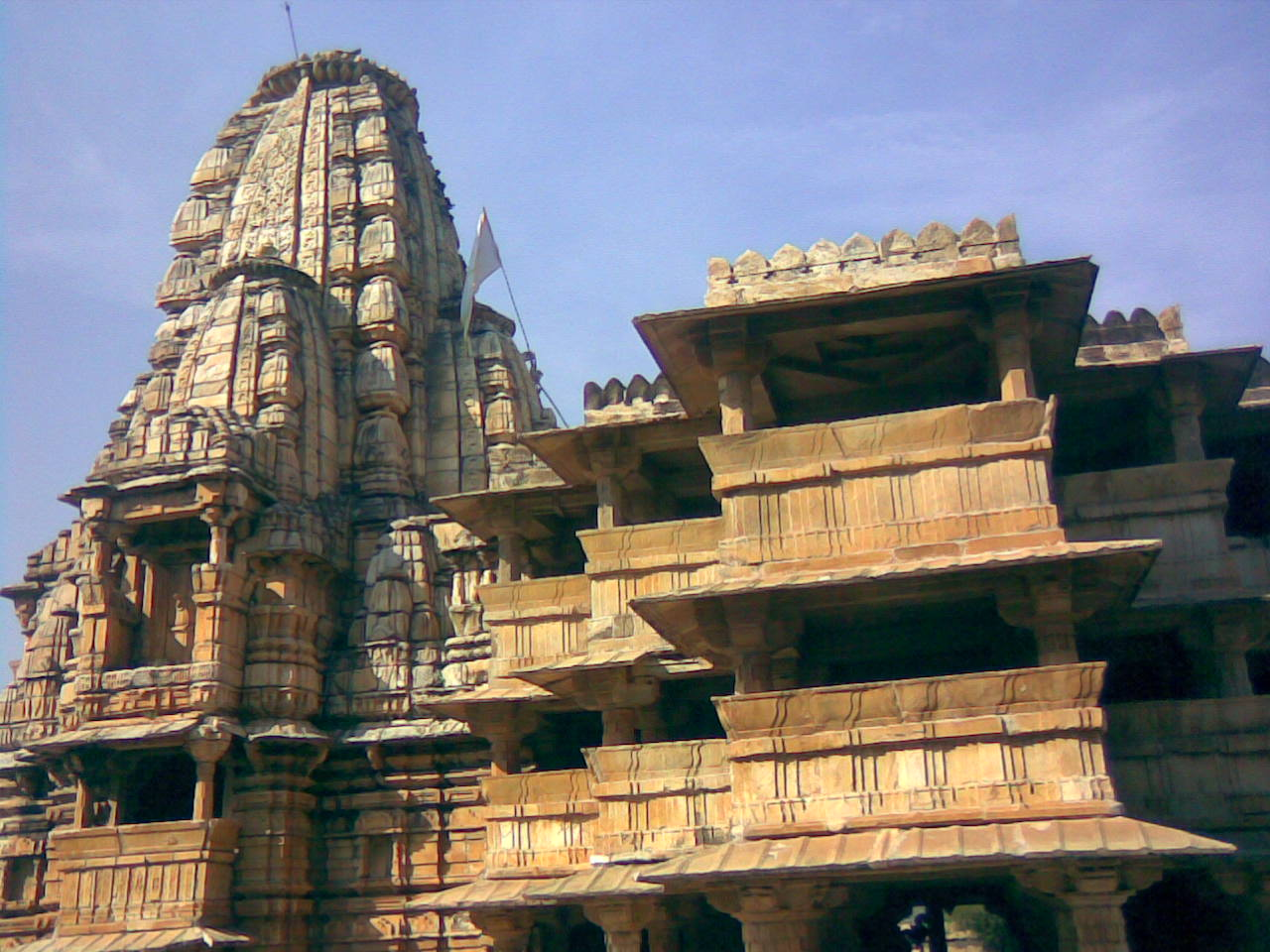
Tempel in Dungapur

Vagad (ook bekend als Vagar) is een regio in het zuidoosten van de deelstaat Rajasthan in het westen van India. De belangrijkste steden in de regio zijn Dungarpur en Banswara. De regio bestaat uit de districten Banswara en Dungarpur, die beiden negentiende-eeuwse prinselijke staten waren. De regio wordt in het noorden begrensd door de regio Mewar in Rajasthan, in het westen en zuidwesten door de regio Malwa in Madhya Pradesh, en in zuidoosten en oosten door de deelstaat Gujarat.  

## Geografie
De regio ligt voor het grootste gedeelte in het stroomgebied van de bovenloop van de Mahi en haar zijrivieren. De Mahi wordt beschouwd als de levensader van Vagad. De rivier stroomt noordwaarts vanaf haar bron in het Vindhyagebergte in  Madhya Pradesh, komt de regio binnen in het zuidoosten om vervolgens noordelijk te stromen naar de noordgrens van de regio, waar de Mahi naar het zuidoosten afbuigt en de grens vormt tussen de districten Banswara en Dungarpur, voordat de rivier Gujarat binnenstroomt en uitmondt in de Golf van Khambhat.
Vagad heeft een rijke flora en fauna. Er zijn veel teak-bossen. De dierenwereld omvat een grote variëteit aan wilde dieren zoals onder andere de luipaard en de chinkara. Veel voorkomende vogels in de regio zijn onder andere de hoen, patrijs, koningsdrongo, klapekster, groene bijeneter, buulbuuls en parkieten.

## Geschiedenis
Vagad is ooit afgesplitst van Mewar, waarna een tak van de Sisodia's in Vagad regeerde. De heersers van Vagad stonden bekend als de Maharawal. De staten van Banswara en Kishangarh splitsten van Vagad af en de staat van de Sisodia's ging door onder de naam van Dungarpur. Alle prinselijke staten werden al voor 1947 samengevoegd tot Rajasthan. Het huidige Vagad is weer inclusief Banswara.

## Cultuur
De regio heeft voornamelijk een tribale bevolking, vooral Bhils. De moedertaal van veel inwoners van Vagad is het Vagri. Deze taal is vergelijkbaar met het Gujarati. Daarnaast wordt er gebruikgemaakt van het Hindi. Beneshwar, gesitueerd op een plek waar de rivieren Mahi, Som en de Jakham bij elkaar komen, is een belangrijk pelgrimsoord in Vagad. In deze stad wordt jaarlijks een van Azië grootste samenkomst van stammen georganiseerd. 